# SAT (test)

Logo del SAT

 Il SAT (pronunciato /ˌɛsˌeɪˈtiː/; il nome deriva dalle sigle Scholastic Aptitude Test e Scholastic Assessment Test) è un test attitudinale molto diffuso, generalmente richiesto e quasi universalmente riconosciuto per l'ammissione ai college degli Stati Uniti. Il marchio SAT è posseduto e amministrato dalla società per azioni College Board, con sede a 45 Columbus Avenue, 10023-6992 a New York.
L'attuale test SAT si svolge in circa 4 ore e costa 46 dollari americani (40 dollari americani per i test effettuati in Europa). Il SAT fu introdotto per la prima volta nel 1901, e da allora ha cambiato più volte nome e contenuti. Nel 2005 il test è stato rinominato SAT Reasoning Test, ha punteggi possibili da 600 a 2400 con tre sezioni di un massimo di 800 punti ciascuna. 
Il test SAT originale è stato rinominato SAT Reasoning Test per distinguerlo dai nuovi SAT Subject Test (SAT Test su materie specifiche) volti a offrire agli studenti la possibilità di mostrare competenze più o meno avanzate in ambiti specifici quali matematica (più o meno avanzata), storia, varie lingue e altri.
Il punteggio della sezione Writing (descritta in seguito) è composto per circa un terzo dall'essay (letteralmente saggio, anche se meglio tradotto in tema) da svolgere in 25 minuti all'inizio del test e per il resto da domande a scelta multipla.

## Scopo
College Board dichiara che il test SAT valuta le capacità di pensiero critico necessarie per il successo accademico dell'università. Dichiara inoltre che il test serve a misurare la capacità del candidato di risolvere problemi, capacità che vengono apprese alle scuole superiori e che saranno necessarie al college. Lo SAT viene solitamente svolto da studenti dell'undicesimo e del dodicesimo grade, cioè gli ultimi due del sistema scolastico statunitense, corrispondenti (per età) al nostro terzo e quarto anno di scuola secondaria di secondo grado. Più specificatamente, College Board sostiene che l'SAT in combinazione con il GPA (la media dei voti scolastici) sia l'indicatore più accurato delle possibilità di ammissione. Alcuni studi hanno dimostrato che esiste una forte correlazione tra la media dei voti della high school e del college se il test SAT è preso in considerazione.
Ci sono diversi gradi di difficoltà tra le scuole superiori degli Stati Uniti, principalmente a causa del federalismo, del controllo locale e dell'abbondanza di privatisti. Lo SAT è in concorrenza con un altro test simile, chiamato ACT. Quasi tutte le università americane accettano entrambi, anche se una piccola minoranza preferisce ricevere i risultati conseguiti dal candidato nel test ACT piuttosto che nel SAT e viceversa.

## Struttura
Lo SAT consiste principalmente di tre sezioni: Critical Reading, Mathematics e Writing (rispettivamente lettura critica, matematica e scrittura). Ognuna di queste sezioni riceve un punteggio che varia da 200 a 800. Tutti i punteggi sono multipli di dieci. Il punteggio totale viene calcolato sommando i tre punteggi ottenuti. Ciascun ambito di valutazione è suddiviso in tre Section (da svolgere ognuna in tempi che variano da 25 minuti (per le prime) a 10 (le ultime), con una pausa di 5 minuti ogni 50 minuti di test), totalizzando 9 Section, più una decima che non ha peso sul risultato finale ma che è utile agli organizzatori del test per gli anni successivi. Il test si svolge in 3 ore e 45 minuti, anche se la maggior parte delle amministrazioni concede 4 ore per la distribuzione del materiale e per dare la possibilità ai candidati di compilare i moduli anagrafici. Il tempo concesso per la consegna di ogni Section va dai 10 ai 25 minuti. La prima sezione del test consiste nello scrivere un breve essay sull'argomento enunciato dal testo (il formato standard della richiesta consiste in una citazione di poche righe seguita da una domanda aperta cui rispondere in maniera persuasiva - i temi delle richieste sono comunemente molto ampi, per dare ai candidati la possibilità di spaziare all'interno delle proprie conoscenze e di mostrare le proprie abilità persuasive). La media ottenuta nelle sezioni Reading e Mathematics dal 1973 si aggira intorno a 500 su 800.

## Critiche
I punteggi Sat sono risultati strettamente correlati al reddito familiare degli studenti.

### Predisposizioni
Un noto esempio di predisposizionamento per lo SAT è la domanda dell'analogia dell'oarsman-regatta. Lo scopo della domanda era soprattutto verificare che i candidati sapessero il significato di queste parole (rispettivamente "rematore" e "regata"), ma il pretesto era quello di trovare un'analogia per le parole "corridore" e "maratona". La risposta corretta era oarsman-regatta.
La discussione che si è creata riguardava il fatto che il canottaggio è uno sport spesso collegato con la ricchezza. In risposta a ciò, il 53% dei candidati bianchi aveva risposto correttamente, contro il 22% dei candidati neri. Da quel momento le domande di analogia sono state rimpiazzate da brevi letture con sostituzione di parole.

### L'Essay
Nel 2005 il Massachusetts Institute of Technology ha confrontato la lunghezza dell'essay con i suoi punteggi e ha rilevato una forte correlazione tra i due. Dopo aver studiato 23 essay già valutati, ha scoperto che più l'essay era lungo, più la valutazione era alta. Ha anche scoperto che molti di questi essay erano ricchi di errori riguardanti fatti realmente accaduti. In ogni modo, la guida del valutatore dello SAT indica che non è importante la verità di ciò che è scritto nell'essay, quanto il modo in cui è scritto. Il National Council of Teachers ha inoltre fatto notare che la durata di 25 minuti dell'essay è decisamente scarsa, in quanto una delle prerogative dello scrivere è il poter revisionare ciò che si è appena scritto.